# (37167) 2000 WE22
2000 WE22 (asteroide 37167) é um asteroide da cintura principal. Possui uma excentricidade de 0.10379550 e uma inclinação de 11.33669º.
Este asteroide foi descoberto no dia 20 de novembro de 2000 por LINEAR em Socorro.